# Acuminodeutopus heteruropus
Acuminodeutopus heteruropus är en kräftdjursart som beskrevs av J. L. Barnard 1959. Acuminodeutopus heteruropus ingår i släktet Acuminodeutopus och familjen Aoridae. Inga underarter finns listade i Catalogue of Life.